# Björn Halldórsson
Björn Halldórsson (født 5. december 1724, død 24. august 1794) var en islandsk præst.
Björn Halldórsson, der var provst til Sauðlauksdalur (det vestlige Island), var en mand af mange interesser og en stor patriot. Særlig interesserede han, der selv var en dygtig landmand, sig for landbrug og havedyrkning (en særlig pjece herom: Beretninger til Landvæsenets, især Havedyrkningens Forbedring paa Island (1765]) og var utrættelig til at virke for sagen og udbrede kendskab til nytteplanters brug og behandling. Hans hovedværk i så henseende er Grasnytjar (1783), en dygtig og velskrevet bog. For unge Bønder forfattede han sin Atle (1780, oftere trykt) og en afhandlinger Arnbjörg (om en god husmoder, trykt 1843). Ligeledes udgav han sin svoger, den berømte Eggert Ólafssons, Lachanologia (1774). Også på andre områder var Björn Halldórsson virksom. Fra hans hånd stammer den kendte islandske ordbog: Lexicon islandico-latino-danicum, udgiven af Rasmus Rask (1814). Det er ikke nogen kritisk ordbog, men den er overmåde righoldig, og det er sjælden, man der søger forgæves, særlig når det gælder det senere sprog. Den har i lange tider gjort fortrinlig Nytte og vil endnu længe kunne hævde sig en plads ved siden af andre leksikalske arbejder. De danske oversættelser stammer fra Rask; men da disse er tilføjede før hans rejse til Island, er enkelte unøjagtigheder indløbne. De latinske oversættelser er i reglen fortrinlige. Björn Halldórssons virksomhed var i alle tilfælde særdeles fortjenstfuld.